# Церетели (Марнеульский муниципалитет)
Церетели (груз. წერეთელი) — село Марнеульского муниципалитета, края Квемо-Картли республики Грузия, рядом с селом Арапло (Araplo).

## История
Село славится наличием прохладной воды, стекающая с вершины двуглавой горы. В селе проживают свыше 2000 жителей. Название дано по известному грузину Церетели. В селе, кроме холодного родника и средней школы, ничего нет. Церетели граничит с такими сёлами, как Арапло (Araplo) и Кирач-Муганло (Cirach-Muganlo).

## Достопримечательности
- Средняя школа. В августе 2010 года по решению Министерства Образования Республики Грузия, в результате реорганизации школ, школа села Церетели была объединена со школой села Мирзоевка.[2]